# The Grass Arena
The Grass Arena é um filme de drama biográfico britânico de 1991 dirigido por Gillies MacKinnon, baseado na história de John Healy.

## Sinopse
Criado em uma família ultrarreligiosa e conservadora, com um pai abusivo, o jovem Johnny desde cedo aprende a se defender. Ele entra para um clube de boxe, e começa uma carreira bem-sucedida, pelo menos até se tornar alcoólatra. Ao notar que tem um grave problema nas mãos, John vai até o parque Grass Arena, onde passa a conviver com outras pessoas que sofrem com o alcoolismo.

## Elenco
- Mark Rylance .... John Healy
- Lynsey Baxter.... Madalena
- Simon Napper .... Terry Healy
- John Garrett.... Albert
- Brian Hall.... George
- Billy Boyle.... Sr. Healy
- Marian McLoughlin.... Sra. Healy